# Indalsälven

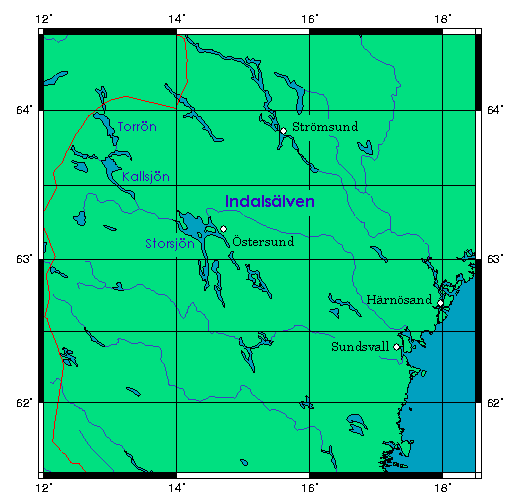
De ligging van de Indalsälven

De Indalsälven is een rivier in Zweden. De belangrijkste bronrivieren zijn de Åreälven en de Järpströmmen, die beide in een berggebied ten noordwesten van de plaats Åre beginnen. De Indalsälven is 420 kilometer lang, stroomt in oostelijke richting en mondt ongeveer 15 kilometer ten noorden van de stad Sundsvall uit in de Botnische Golf. De rivier stroomt door de landschappen Jämtland en Medelpad. De rivier start op 378 meter boven de zeespiegel. De rivier loopt door verschillende meren, waaronder het Storsjön. Langs de rivier staan 26 waterkrachtcentrales.
- Gemeinsame Normdatei: 4789760-0
- Virtual International Authority File: 234799084